# Symphlebia underwoodi
Symphlebia underwoodi là một loài bướm đêm thuộc phân họ Arctiinae, họ Erebidae.